# Fabio Colonna

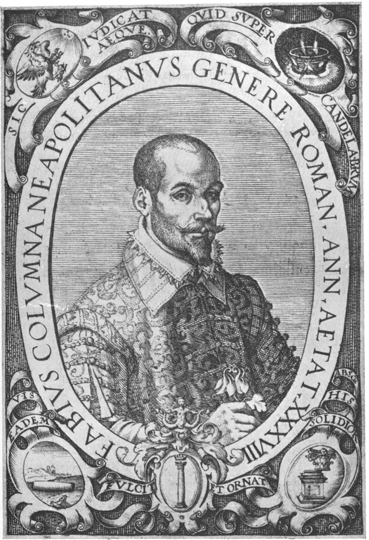
Porträt von Fabio Colonna aus seinem Werk Minus cognitarum rariorumque...

Fabio Colonna (auch: Fabius Columna; * 1567 in Neapel; † 1640 ebenda) war ein italienischer Botaniker.

## Leben und Wirken
Fabio Colonna war der Sohn von Hieronymus Colonna (1534–1586). Ausgebildet als Rechtsgelehrter, richtete sich sein Interesse eher zufällig auf die Botanik. Da er unter epileptischen Anfällen litt, suchte er in den Büchern von Dioscorides nach Hilfe. Dieser empfiehlt die Baldrianwurzel als Mittel gegen seine Krankheit. Sein erstes Werk Phytobasanos (1592) entstand als Nebenprodukt seiner Studien der alten Botaniker. 1606 folgte unter dem Titel Ekphrasis der erste Teil einer weiteren Schrift, die vollständig 1616 in Rom veröffentlicht wurde. Die Abbildungen für seine Werke entwarf Colonna selbst.
Fabio Colonna war eines der ersten Mitglieder der Regia Lynceorum Academia in Rom.

## Ehrungen
Charles Plumier benannte ihm zu Ehren die Gattung Columnea der Pflanzenfamilie der Gesneriengewächse (Gesneriaceae). Carl von Linné übernahm später diesen Namen. Auch das Artepitheton des Sandkrokusses Romulea columnae ehrt ihn.

## Schriften (Auswahl)
- Phytobasanos sive plantarum aliquot historia in qua describuntur diversi generis plantae veriores, ac magis facie, viribúsque respondentes antiquorum Theophrasti, Dioscoridis Plinii, Galeni, aliquorúmque delineationibus, ab aliis hucusque non animadversae.etiam piscium aliquot, plantarúmque novarum historia eodem auctore. Neapel 1592 (Digitalisat).
- Minus cognitarum rariorumque nostro coelo orientium stirpium ekphrasis:qua non paucae ab antiquioribus Theophrasto, Dioscoride, Plinio, Galeno aliisq. descriptae, praeter illas etiam in Phytobasano editas disquiruntur ac declarantur. Item de aquatilibus aliisque nonnullis animalibus libellus … Omnia fideliter ad vivum delineata, atque aeneis-typis expressa cum indice in calce voluminis locupletissimo. Rom 1616 (Digitalisat).
- La sambuca lincea, overo dell’istromento musico perfetto lib. III. Neapel 1618 (Digitalisat).
- Thesaurus rerum medicarum novae Hispaniae, seu Plantarum, Animalium, Mineralium Mexicanorum Historia. Rom 1651.
 mit Johannes Schreck, Johannes Faber (1574–1629) ins Lateinische übersetzte, redigierte, ergänzte und kommentierte Ausgabe des Werkes von Francisco Hernandez de Toledo